# 날려라 홈런왕
날려라 홈런왕은 MBC ESPN의 방송 프로그램이다. 2010년 야구 꿈나무 발굴 육성 프로그램이다.
구단주는 가수 겸 영화배우 비(정지훈)이고, 단장은 탤런트 겸 영화배우 장혁(정용준)이다. 자문위원은 스포츠 해설가 허구연이다.
공식 서포터즈(팬클럽)는 'MBC ESPN 날려라 홈런왕 서포터즈 클럽(HHSC)'이다.

## 선수및 코치 명단
- 내야수
  - 박민경(일루 - 우투우타)
  - 한지윤(일루 - 우투우타)
  - 양호운(이루 - 우투우타)
  - 이현우(유격 - 우투우타)
  - 이현우(삼루 - 우투우타)
  - 이정근(삼루 - 우투좌타) - 주장
  - 이정근(유격 - 우투좌타) - 주장
  - 김지훈(유격 - 우투우타)

- 외야수
  - 조재윤(중견 - 우투우타
  - 주재환(좌익 - 우투우타)
  - 한지윤(우익 - 우투우타)
  - 이동혁(우익 - 우투우타)

- 포수
  - 김지훈(포수 - 우투우타)
  - 이정근(포수 - 우투좌타)

- 투수
  - 조강희(투수[오버핸드] - 좌투좌타)
  - 이동혁(투수[사이드암] - 우언우타)
  - 박민경(투수[오버핸드] - 우투우타)
  - 김지훈(투수[오버핸드] - 우투우타)

- 대타
  - 김호준(대타 - 우투우타)
  - 김동원(대타 - 우투우타) - 부주장
  - 알렉스(대타 - 우투우타)

- 대주자
  - 김현수(주자 - 우투우타)

- 감독 및 코치
  - 최동원(감독)
  - 차명주(코치)
  - 정준하(코치)
  - 정주연(매니저)
  - 박진영(팀닥터)

- 해설자
  - 최동원(해설자)
  - 정준하(해설자)
  - 김찬호(해설자)

## 역대 골든볼 뱃지
- 김호운(대타 - 우투우타)
- 이정근(삼루 - 우투우타)
- 박민경(이루 - 우투우타)
- 이현우(삼루 - 우투우타)
- 김현수(주자 - 우투우타)

## 역대 내레이션
- 김제동 - 방송인, MC
- MC 몽 - 가수
- 차태현 - 탤런트, 영화배우
- 조권 - 가수
- 하하 - 가수
- 홍경민 - 가수, 영화배우
- 김현수 - 날려라 홈런왕 멤버
- 김태우 - 가수
- 민효린 - 가수, 탤런트
- 김범 - 탤런트, 영화배우
- 윤형빈 - 개그맨

## 시합 경기 결과
- 서울 광진구 리틀 야구단 콜드패(20:0) - 4회 김호준 안타
- 서울 송파구 리틀 야구단 콜드패(13:3) - 1회 이현우 이루 안타, 김지훈 삼루 안타
- 성남 중원구 리틀 야구단 콜트패(10:1)
- 전북 군산시 리틀 야구단 콜드승(11:3)

## 공식 서포터즈(팬클럽)
- MBC ESPN 날려라 홈런왕 서포터즈 클럽

- 날려라 홈런왕의 제작사인 스타폭스미디어가 지정한 대표 서포터즈 클럽이며, 날려라 홈런왕 관계자 다수가 가입되어 있는 서포터즈 클럽이다. 현재는 온라인을 위주로 활동하고 있으며, 현장 응원 진행을 위해 제작사와 조율 중이다.